# El nadador
El nadador (en inglés, The Swimmer) es una película estadounidense de 1968 cuyo guion, de Eleanor Perry, está basado en el cuento The Swimmer (1964) escrito por John Cheever, que sintetizaba una novela previa. El relato fue publicado el 19 de julio de 1964 en la revista The New Yorker y después, en el mismo año, en la colección de cuentos The Brigadier and the Golf Widow.
La dirección de la película fue emprendida por Frank Perry, pero abandonó el rodaje por discrepancias artísticas, y se encargó de terminarla Sydney Pollack. El actor principal es Burt Lancaster.

## Argumento
Ned Merrill (Burt Lancaster) es un ejecutivo de publicidad maduro, apuesto y vital, al que se le ocurre una extraña e inquietante diversión: volver a casa, nadando. Vistiendo solo un pantalón de baño, atraviesa el condado de gente adinerada, con grandes mansiones y piscina en las afueras de la ciudad, va nadando en las piscinas de sus amigos (o de los que él cree lo son), cada vez más sorprendido y alterado. En cada etapa de ese viaje se encuentra con cosas inesperadas, pero evita reflexionar marchando a la próxima piscina, deprimiéndose sin embargo cada vez más, recordando el pasado y los problemas enfrentados durante su vida. 
La película comienza en el jardín de la casa de un amigo, donde le ofrecen un cóctel mientras comparten historias, se da cuenta de que existe una serie de piscinas que podrían formar un «río» de regreso a su casa; eso le permite «volver a casa nadando». Ned se sumerge en la piscina, emerge por el otro extremo y comienza su aventura. El comportamiento de Ned deja perplejos a sus amigos, aparentemente saben cosas preocupantes sobre su pasado reciente que parece haber olvidado y no se revelan.
Mientras Ned va de piscina en piscina, se encuentra con otros vecinos, como Julie, de 20 años, quien solía cuidar a sus hijas (a las que se refiere en repetidas ocasiones como «en casa jugando al tenis»), y a quien revela su plan; Julie se une a él y encuentran otra fiesta en la piscina, beben champán y mientras conversan en un bosque de árboles, Julie confiesa que estaba enamorada de Ned cuando era una colegiala; entonces Ned comienza a decirle cómo la protegerá, haciendo planes para los dos; Julie se escapa desconcertada por este giro de la conversación y actitud de Ned. Luego se encuentra con una pareja mayor y adinerada, no molesta por su comportamiento excéntrico pero tampoco impresionada por su postura. Más adelante, se encuentra con Kevin, un preadolescente solitario, a quien intenta enseñar a nadar. Utilizan una piscina abandonada y vacía, Ned le pide al niño imaginarla llena de agua. El niño se entusiasma con este método y pronto está «nadando» los dos en la piscina vacía; cuando Ned se despide, mira hacia atrás y ve al niño rebotar en el trampolín sobre el extremo profundo de la piscina vacía.
Ned solamente logra hacer una conexión superficial con las personas que se encuentra, está obsesionado con su viaje y queda cada vez más fuera de contacto con la realidad. El vecindario está lleno de gente de buen juicio, con buenos intenciones, pero Ned sigue confundido por las insinuaciones sobre su vida, que parece no ser tan sencilla como él piensa. Así, continúa con su plan y se cuela en otra fiesta donde la anfitriona parece haber tenido un encuentro pasado con él, lo llama juguetonamente una «estrella del partido». Allí, se encuentra con una chica burbujeante, llamada Joan, que no lo conoce. Ned le pide que se una a él y Joan está intrigada pero un amigo la advierte. Ned salta a la piscina, haciendo un gran chapoteo y atrae la atención de los invitados, cuando sale del agua, se da cuenta de que un carrito de comida que solía ser suyo, se utiliza para servir perros calientes, Ned se pelea con el dueño de la casa, quien indignado afirma haberlo comprado en una subasta.
Ned luego aparece en la piscina del patio trasero de Shirley Abbott, una actriz de teatro con la que tuvo una aventura varios años antes. Sus cálidos recuerdos del tiempo que estuvieron juntos contrastan fuertemente con su propia experiencia de haber sido «la otra mujer». Incapaz de reconciliar sus sentimientos con el dolor provocado, Ned se mete en el extremo profundo de la piscina. Continúa apareciendo en una piscina pública abarrotada, se enfrenta a comerciantes locales hostiles que le preguntan "¿cómo te gusta nuestra agua?", muestran sorpresa por su aparición en una ubicación tan plebeya, y le preguntan cuándo resolverá sus facturas pendientes de pago. Algunos de ellos dejan escapar los comentarios malintencionados sobre los gustos exquisitos de su esposa y los recientes problemas con la ley de sus hijas fuera de control; todo esto es demasiado para Ned y huye. Camina descalzo por una carretera con mucho tráfico, mientras el cielo se oscurece y la lluvia comienza a caer. En medio de un aguacero al atardecer, estremecido y cojeando, Ned se tambalea al llegar a la puerta del jardín de su casa; la pista de tenis donde supuestamente jugaban sus hijas en el pasado está en mal estado, la casa está cerrada y desierta, abandonada con varias ventanas rotas. Ned repetidamente intenta, en vano, abrir la puerta antes de caer al suelo en la puerta.

## Reparto
- Burt Lancaster: Ned Merrill
- Janet Landgard: Julie Ann Hooper
- Janice Rule: Shirley Abbott
- Tony Bickley: Donald Westerhazy
- Marge Champion: Peggy Forsburgh
- Nancy Cushman: Señora Halloran
- Bill Fiore: Howie Hunsacker
- David Garfield: Taquillero de la piscina
- Kim Hunter: Betty Graham

## Comentarios

### Sobre el cuento
Originalmente concebido como novela y reducido a 15 páginas, a partir de un total de 150, es quizá el relato más célebre de su autor, y el que se ha incluido con más frecuencia en antologías. En ocasiones, el autor lo comparó con la historia de Narciso, personaje de la mitología griega que murió al mirar su propio reflejo en un estanque, tema que luego descartó por considerarlo demasiado limitado. Al relato se le han alabado sus rasgos realistas y surrealistas, la exploración de los suburbios estadounidenses, en particular los vínculos entre la riqueza y la felicidad, y el uso que hace del mito y el simbolismo.[cita requerida]

### Sobre el actor
Burt Lancaster tenía cincuenta y cinco años cuando interpretó a Ned Merrill, el protagonista de esta película absorbente y nostálgica. La película parece creada a su medida. No es sólo un ácido retrato social del llamado «sueño americano», sino también una excelente representación de los principales miedos del ser humano, el final de la juventud, el transcurrir de los años.[cita requerida]

## Influencia
El videoclip publicitario de 1992 Mad About the Boy está inspirado en la película.